# نايجل نيل
نايجل نيل (بالإنجليزية: Nigel Kneale)‏ (و. 1922 – 2006 م) هو كاتب سيناريو، وكاتب، وكاتب خيال علمي بريطاني، توفي في لندن، عن عمر يناهز 84 عاماً، بسبب سكتة.

## التعليم
تعلم في الأكاديمية الملكية للفنون المسرحية
.

## وصلات خارجية
- نايجل نيل على موقع IMDb (الإنجليزية)
- نايجل نيل على موقع ألو سيني (الفرنسية)
- نايجل نيل على موقع قاعدة بيانات الفيلم (الإنجليزية)
- نايجل نيل في قاعدة بيانات الأفلام على الإنترنت